# F.C. Københavns tidligere trænere
|  | Sammenskrivningsforslag Artiklerne Trænere for F.C. København, F.C. Københavns tidligere trænere er foreslået sammenskrevet. (Siden januar 2021) Diskutér forslaget |

Dette er en liste over de tidligere trænere i F.C. København.
| Periode                                | Træner                    | K V-U-T       | Titler                                                                          |
| -------------------------------------- | ------------------------- | ------------- | ------------------------------------------------------------------------------- |
| 1. juli 1992 – 30. juni 1994           | Benny Johansen 1          | 87 45-16-26   | DM guld '93                                                                     |
| 1. juli 1994 – 6. september 1994       | Keld Kristensen           | 8 1-2-5       |                                                                                 |
| 6. september 1994 – 30. juni 1995      | Benny Johansen 2          | 33 15-8-10    | Pokalen '95 & Super Cup guld '95                                                |
| 1. juli 1995 – 30. maj 1996            | Michael Schäfer           | 37 14-10-13   | Liga Cup guld '96                                                               |
| 31. maj 1996 – 30. juni 1997           | Kim Brink 1               | 43 18-13-12   | Pokalen '97                                                                     |
| 1. juli 1997 – 23. september 1998      | Kent Karlsson 1           | 55 31-11-13   |                                                                                 |
| 23. september 1998 – 31. december 1998 | Kim Brink 2               | 13 6-5-2      |                                                                                 |
| 1. januar 1999 – 16. marts 1999        | Christian Andersen        | 1 0-0-1       |                                                                                 |
| 16. marts 1999 – 30. juni 2000         | Kim Brink 3               | 53 18-14-21   |                                                                                 |
| 1. juli 2000 – 21. juni 2001           | Roy Hodgson               | 35 18-12-5    | DM guld '01                                                                     |
| 28. juli 2001 – 30. august 2001        | Kent Karlsson 2           | 10 5-2-3      |                                                                                 |
| 31. august 2001 – 16. september 2001   | Niels-Christian Holmstrøm | 2 0-1-1       |                                                                                 |
| 17. september 2001 – 31. december 2005 | Hans Backe                | 199 110-56-33 | DM guld '03 & '04, Pokalen '04, Royal League guld '05, Super Cup guld '01 & '04 |
| 1. januar 2006 – 31. maj 2011          | Ståle Solbakken           | 270 160-54-56 | DM guld '06, '07, '09, '10 & '11, Pokalen '09, Royal League guld '06            |
| 1. juni 2011 – 8. januar 2012          | Roland Nilsson            | 31 18-5-8     |                                                                                 |
| 9. januar 2012 – 25. maj 2012          | Carsten V. Jensen         | 18 9-6-3      | Pokalen '12                                                                     |
| 22. juni 2012 – 21. august 2013        | Ariël Jacobs              | 41 24-6-11    | DM guld '13                                                                     |
| 21. august 2012 – 2020                 | Ståle Solbakken           |               | DM guld '16 & '17, Pokalen '15, '16 & '17                                       |

K V-U-T samlet: Benny Johansen (119 60-24-35), Kim Brink (109 42-31-36) og Kent Karlsson (65 37-12-16)